# Hesionura natalensis
Hesionura natalensis är en ringmaskart som beskrevs av Hartmann-Schröder 1974. Hesionura natalensis ingår i släktet Hesionura och familjen Phyllodocidae. Inga underarter finns listade i Catalogue of Life.